# Faraon (film)
Faraon – polski film historyczny z 1965 roku w reżyserii Jerzego Kawalerowicza, oparty na powieści historycznej Bolesława Prusa pod tym samym tytułem. Bohaterem Faraona jest młody następca tronu w starożytnym Egipcie, Ramzes XIII (Jerzy Zelnik), który usiłuje zreformować kraj będący pod faktyczną władzą kapłanów, w szczególności zaś – pod władzą arcykapłana Herhora (Piotr Pawłowski). Sytuację Ramzesa komplikuje uczucie do młodej Żydówki Sary (Krystyna Mikołajewska).
Kawalerowicz traktował adaptację powieści Prusa jako szczególne wyzwanie. Zrealizowany w Zespole Filmowym „Kadr” Faraon był kręcony przez trzy lata z udziałem nawet dwóch tysięcy statystów w scenach batalistycznych. Zdjęcia powstawały w Uzbekistanie, Egipcie oraz w łódzkiej wytwórni filmowej. Pozytywnie przyjęty na kolaudacji film bezproblemowo wszedł do polskiego i międzynarodowego obiegu. Dzieło Kawalerowicza zostało nominowane do Oscara dla najlepszego filmu nieanglojęzycznego, było także pokazywane na zamknięcie 19. MFF w Cannes.
Krytycy odnieśli się do Faraona pozytywnie. Film traktowano jako superprodukcję, która podważała reguły amerykańskiego kina peplum, co jedni poczytywali za wadę, drudzy za zaletę. Pojawiały się też interpretacje wskazujące na Faraona jako film o wymowie antyklerykalnej. Powszechnie chwalono również warstwę estetyczną filmu. 

## Fabuła
Akcja rozgrywa się w starożytnym Egipcie. Jego bohaterem jest młody następca tronu, a następnie faraon Ramzes XIII. Ramzes prowadzi tryb życia podporządkowany rozrywce i swojemu zamiłowaniu do spraw wojska. Z czasem dojrzewa i pragnie przeprowadzić reformy polegające na ograniczeniu władzy kapłanów, poprawie finansów państwa, wzmocnieniu armii i poprawie losu zubożałych poddanych. Dąży też do podboju Asyrii, aby w ten sposób wzbogacić swój kraj. Jego planowi przeciwni są kapłani mający istotny wpływ na politykę państwa. Uważają oni, że Egipt nie jest przygotowany do wojny z Asyrią, która ze względu na ogromne koszty i straty ludzkie może ostatecznie pogrążyć państwo. Podczas gdy skarbiec faraona pustoszeje, kapłani posiadają bogactwa ukryte w podziemnym Labiryncie, jednak sprzeciwiają się ich wykorzystaniu na potrzeby reform. Młody Ramzes stara się przeciwstawić kapłanom, w których rękach jest faktyczna władza wykonawcza w kraju. Ramzesowi sprzyja młody kapłan Pentuer, który opowiada się za reformami wewnętrznymi, ale podkreśla, że walka z kapłanami jest błędem, ponieważ to w stanie kapłańskim zawiera się mądrość i wiedza niezbędna do zarządzania państwem.
Pierwsze sceny uświadamiają potęgę religii ówczesnego Egiptu, której symbolami są skarabeusze, czczone do tego stopnia, że wojsko nie śmie przechodzić ich drogą w obawie przed przypadkowym zgnieceniem tych stworzeń. Pochód udającej się na manewry armii młodego dowódcy Ramzesa zostaje zatrzymany przez arcykapłana Herhora, który nakazuje zmienić drogę, aby nie podeptać świętych skarabeuszy. Aby ominąć chrząszcze, oddziały muszą zasypać i przejść przez kanał będący owocem morderczej pracy egipskiego chłopa. Ramzes na próżno usiłuje sprzeciwić się decyzji arcykapłana. Rozwścieczony swoją bezsilnością oddala się i podczas wędrówki spotyka piękną Żydówkę Sarę, która następnie zostaje jego kochanką. Herhor na spotkaniu z panującym faraonem wydaje niekorzystną dla Ramzesa opinię i w efekcie faraon Ramzes XII nie przydziela synowi dowództwa nad korpusem Menfi. Gdy Sara rodzi Ramzesowi syna, królowa Nikotris z Herhorem postanawiają, że dziecko będzie wychowane w wierze mojżeszowej, aby w przyszłości ustanowić go królem Izraelitów. Gdy Ramzes dowiaduje się o tym fakcie, wpada w szał, traktując jako osobistą zniewagę to, że jego syn został Żydem. Tymczasem kapłani potajemnie przygotowują niekorzystny dla Egiptu traktat pokojowy z Asyrią: w zamian za pokój obiecują odstąpić Fenicję. Zaniepokojeni tym kupcy feniccy stają się stronnikami młodego księcia i zaczynają popierać Ramzesa, który otwarcie głosi konieczność wojny z Asyrią. Tymczasem jednak wyrusza na czele armii, aby poskromić zbuntowane pułki libijskie. Po zwycięstwie dowiaduje się o śmierci swego schorowanego ojca oraz o śmierci Sary i ich synka, których zabiła fenicka kapłanka Kama wraz z Grekiem Lykonem, jego sobowtórem.
Młody faraon szykuje reformę kraju i postanawia odebrać kapłanom ich skarby. Jednak przeprowadzone głosowanie nie przynosi jednomyślności co do przekazania państwu bogactw ukrytych w Labiryncie. Wobec tego młody władca postanawia użyć wojska, aby szturmem zdobyć świątynie, a arcykapłanów uwięzić pod zarzutem zdrady stanu. Jednakże kapłani mający wiedzę o zjawiskach astronomicznych, we właściwej chwili wykorzystują ją przeciwko faraonowi: tuż przed zaćmieniem Słońca Herhor, przemawiając do wojska i zbuntowanego ludu, przyzywa boga Amona. Zjawisko naturalne zostaje przyjęte jako dowód bożej niełaski. Wojsko ogarnia panika, a naród występuje przeciwko faraonowi. Wkrótce Ramzes ginie zamordowany przez Lykona, uwolnionego po zabójstwie Sary i syna Ramzesa na polecenie arcykapłana Mefresa.

## Obsada
Opracowano na podstawie materiału źródłowego:

- Jerzy Zelnik – faraon Ramzes XIII / Grek Lykon, jego sobowtór
- Wiesława Mazurkiewicz – królowa Nikotris, jego matka
- Barbara Brylska – Kama, kapłanka fenicka
- Krystyna Mikołajewska – Sara, nałożnica Ramzesa
- Ewa Krzyżewska – Hebron, małżonka Tutmozisa
- Piotr Pawłowski – arcykapłan Herhor
- Leszek Herdegen – kapłan Pentuer
- Stanisław Milski – arcykapłan Mefres
- Kazimierz Opaliński – Beroes, prorok chaldejski
- Mieczysław Voit – kapłan Samentu
- Alfred Łodziński – Hiram, książę Tyru, przewodniczący rady fenickiej
- Andrzej Girtler – Ramzes XII, ojciec Ramzesa XIII
- Emir Buczacki – Tutmozis, przyjaciel i powiernik młodego faraona
- Józef Czerniawski – kapłan Mentezufis
- Edward Rączkowski – Dagon, kupiec fenicki
- Ryszard Ronczewski – Eunana, oficer wojsk faraona
- Leonard Andrzejewski – Tehenna, wódz libijskich buntowników
- Jerzy Block – fellach
- Bohdan Janiszewski – arcykapłan, strażnik Labiryntu
- Wiktor Grotowicz – Nitager, wódz wojsk faraona
- Jarosław Skulski – Sargon, poseł asyryjski
- Marian Nosek – Rabsun, kupiec fenicki
- Lucyna Winnicka – kapłanka przy mumifikacji Ramzesa XII

## Produkcja

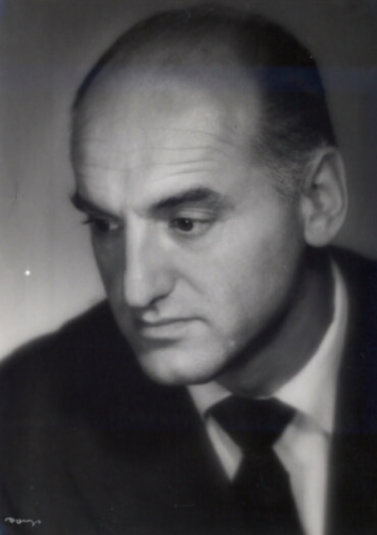
Reżyser filmu, Jerzy Kawalerowicz

Faraon, jak wspominał Jerzy Kawalerowicz, miał być jego pierwszym wymarzonym filmem. Pierwowzór literacki Bolesława Prusa przyszły reżyser przeczytał w wieku 13 lat, a zdobywszy doświadczenie w sztuce filmowej, nabrał chęci zmierzenia się z intelektualną prozą Prusa. Jak opowiadał Kawalerowicz, „atrakcyjność Prusa polegała na tym, że był bardziej intelektualny niż Henryk Sienkiewicz. Moim zdaniem, Sienkiewicz był takim Hoffmanem… Natomiast Prus był Kawalerowiczem…”.
Faraon był przedsięwzięciem zakrojonym na wielką skalę. Jego produkcja trwała trzy lata i rozpoczęła się jesienią 1962 roku wraz z powołaniem pracowni scenograficznej w Łodzi, która rozpoczęła studia nad kostiumami i realiami życia starożytnego Egiptu. W atelier łódzkiej wytwórni zrealizowano większość scen pałacowych, świątynnych oraz rozgrywających się w labiryncie. Na podstawie rysunków ze starożytności Warszawska Stocznia Rzeczna wykonała statek egipski, a scena przejażdżki Ramzesa i Sary po Nilu została nakręcona na specjalnie stworzonej sztucznej wyspie na jeziorze Kirsajty, ozdobionej palmami i kępami lotosu.
Pustynne sceny masowe realizowano głównie na pustyni Kyzył-kum pod Bucharą w Uzbekistanie, gdzie ekipa pracowała prawie pięć miesięcy. Ze względu na wysoką temperaturę powietrza taśmę filmową trzeba było przechowywać w chłodni, a codziennie na plan zdjęciowy dostarczano 10 tysięcy butelek wody mineralnej. Na potrzeby scen zbiorowych Kawalerowicz wynajął dwa tysiące żołnierzy Armii Radzieckiej. Część scen wykonano w oryginalnych sceneriach Egiptu (Luksor, Kair). Produkcję wspierali swoją konsultacją egiptolodzy Kazimierz Michałowski z Uniwersytetu Warszawskiego i Shadi Abdel Salam z Instytutu Filmowego w Kairze; ten ostatni asystował wcześniej przy produkcji filmu Kleopatra (1963, reż. Joseph L. Mankiewicz).
Na kolaudacji 2 grudnia 1965 roku Faraon został uznany za wielkie osiągnięcie polskiego kina. Jerzy Putrament twierdził podczas posiedzenia, że nie mógł się przyczepić co do wymowy politycznej filmu. Stwierdzano, iż „film bije na głowę amerykańskie superprodukcje”, ale z niechęcią wspominano o potencjalnych walorach rozrywkowych filmowego Faraona. Krytyczne uwagi dotyczyły przede wszystkim szczegółów. Obecny na kolaudacji Jerzy Bossak twierdził, iż ze sceny rozmowy Hirama i Dagona można mylnie wywnioskować, że Ramzes otacza się samymi Żydami. Zarówno Bossak, jak i ówczesny szef kinematografii polskiej Tadeusz Zaorski uznawali scenę śmierci protagonisty za nieczytelną, lecz nie czynili wobec Faraona poważniejszych zarzutów.

## Odbiór

### Krytyka w Polsce

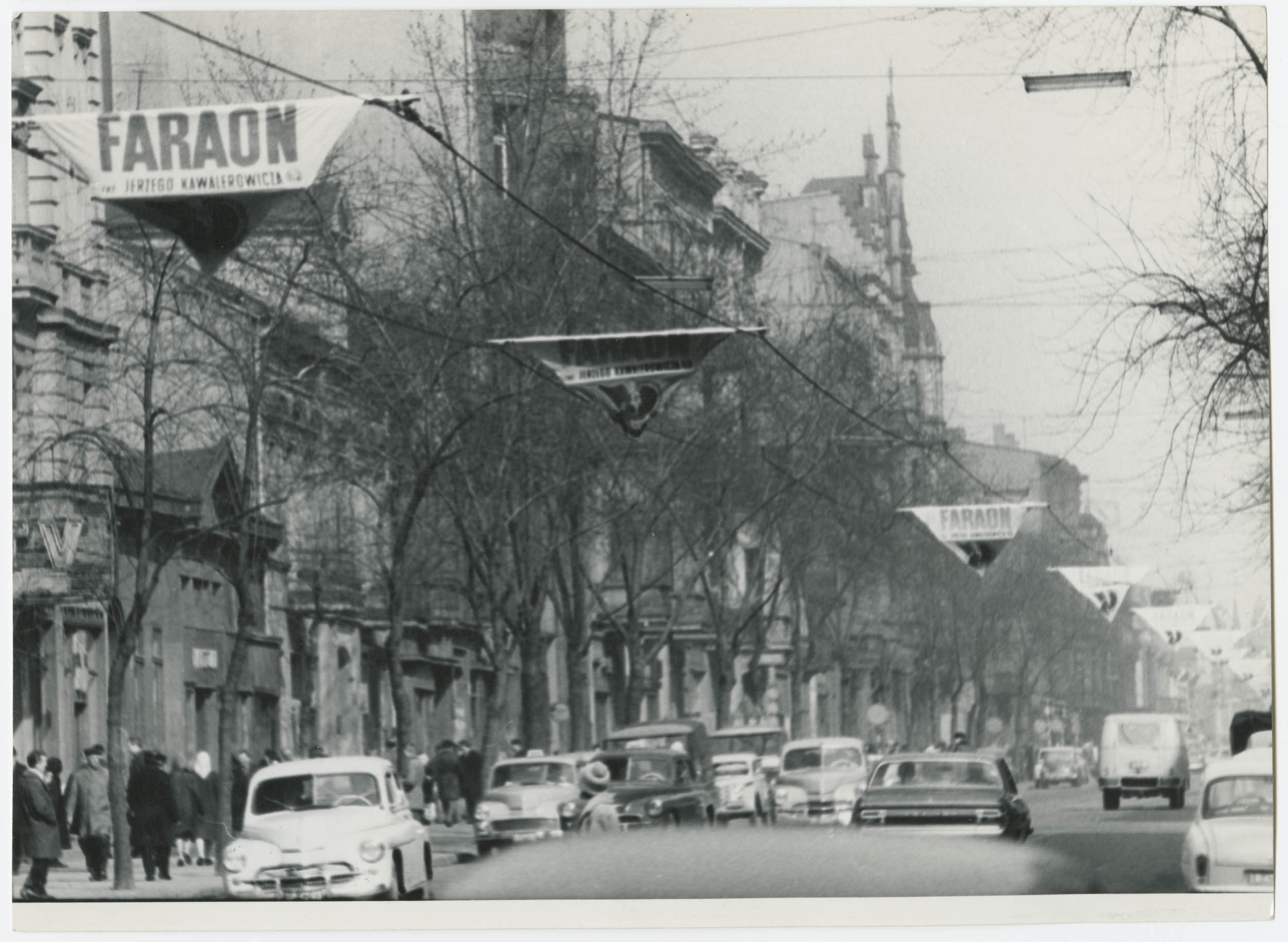
Bannery reklamujące Faraona rozpięte nad ulicą Piotrkowską w Łodzi (1966)

Premiera filmu odbyła się 11 marca 1966 roku w Sali Kongresowej w Warszawie.
Zaraz po premierze Faraon doczekał się w Polsce bardzo pochlebnych recenzji. W rubryce Dziewięciu gniewnych czasopisma „Film” wystawiono dziełu Kawalerowicza sześć szóstek i trzy piątki w skali szkolnej. Sam film doczekał się pomiędzy 1966 a 1967 rokiem około dwustu recenzji i artykułów, później jednak dyskusja wokół niego nie była już tak zażarta.
Faraona krytycy najczęściej opisywali jako „supergiganta”, czyli film historyczny na miarę włoskich monumentów oraz powstałej w 1963 roku amerykańskiej Kleopatry. Część krytyków, na przykład ze „Sztandaru Młodych” oraz „Kierunków”, upatrywała w tym wadę, uskarżając się na niedostatek statystów oraz ekranową nudę. Z tymi opiniami nie zgadzał się Stanisław Ozimek, który w sekwencji bitwy Egipcjan z Libijczykami dostrzegł szereg nowatorskich środków wyrazu, między innymi ujęcia z lotu ptaka oraz z punktu widzenia samego Ramzesa. Po latach Tadeusz Sobolewski porównał ową sekwencję do późniejszego Szeregowca Ryana (1998) Stevena Spielberga. Niemniej jednak film Kawalerowicza poczytywano głównie jako polemikę artystyczną z tradycyjnym amerykańskim kinem peplum; Krzysztof Kochański na łamach „Tygodnika Kulturalnego” skupił się na warstwie plastycznej filmu, w którym – w porównaniu z jaskrawymi filmami hollywoodzkimi – kolorystyka jest szarożółta, a monumentalne budowle są ukazane w stanie rozpadu. Jerzy Płażewski docenił również surowość samych wnętrz pałacowych. Części krytyków taka forma jednak się nie podobała: Janusz Gazda w scenach kobiecych dostrzegł tradycyjny dla kina kostiumowego „regularny strip-tease”, a Krzysztof Teodor Toeplitz uznał, że Faraon „zatrzymał się gdzieś w przejściu pomiędzy filmem wielkich ambicji a filmem wielkiej produkcji”.
Kontrowersje w ocenach krytyków wzbudzała wymowa filmu. Część krytyków, zgodnie z intencjami Kawalerowicza, upatrywała w konflikcie Ramzesa z Herhorem starcie równorzędnych postaci, inni zaś doszukiwali się w nim opowiedzenia się po jednej ze stron. Zdaniem Andrzeja Kijowskiego spłyceniu i jednoznacznej pozytywnej interpretacji uległa postać Ramzesa, który w intencji Bolesława Prusa miał uosabiać starożytnego romantyka zderzonego z przemysłową cywilizacją, której uosobieniem miał być starożytny Egipt. Anna Tatarkiewicz zarzuciła Kawalerowiczowi pominięcie w filmie tych elementów, które czyniły z pierwowzoru literackiego polemikę z Trylogią Henryka Sienkiewicza. Przeciwstawne uczucia wywoływała wśród krytyków sama postać głównego bohatera. Część z nich poczytywała Ramzesa w interpretacji Zelnika za niedojrzałą osobę, która w trakcie filmu nie przechodzi żadnej ewolucji. Inni posuwali się do stwierdzenia, iż Ramzes przypomina swoją charakterystyką młodego rewolucjonistę albo „młodego gniewnego”.
W Faraonie doszukiwano się również nawiązań do aktualnych problemów politycznych. Zdaniem Krzysztofa Kornackiego premiera filmu korelowała z kampanią antyklerykalną, przypuszczoną przez gomułkowską władzę komunistyczną w momencie obchodów tysiąclecia państwa polskiego. Na ten trop miałaby wskazywać recenzja pióra Zygmunta Kałużyńskiego, który upatrywał w filmie Kawalerowicza rozliczenia „z potężną kastą kapłańską”. Inaczej interpretował film Jan Rek, wskazując na obecność równowagi politycznej pomiędzy faraonem a kapłaństwem, którą lekkomyślny Ramzes stara się wywrócić do góry nogami.
O ile intelektualna warstwa Faraona rozczarowywała krytyków, powszechnie chwalona była forma adaptacji filmowej. Większość krytyków uznała film za spójny stylistycznie i estetycznie, chwaląc rygorystyczną reżyserię Kawalerowicza, subtelne i utrzymane w złotej kolorystyce zdjęcia Jerzego Wójcika, wreszcie zaś – ascetyczną scenografię Jerzego Skrzepińskiego. Część recenzentów, jak na przykład Toeplitz oraz Stefan Morawski, uznawała nawet film za zbyt chłodny emocjonalnie. Jednakże, jak zauważała Maria Kornatowska, „obmyślony w każdym szczególe Faraon jest dziełem zamkniętym, a jednocześnie otwartym, ponieważ Kawalerowicz nie dopowiada znaczeń i dopuszcza rozmaite interpretacje”.

### Krytyka za granicą
W Stanach Zjednoczonych Faraon został dobrze przyjęty. Albert Johnson z „Film Quarterly” ocenił dzieło Kawalerowicza jako „arcydzieło” oraz „najlepszy spektakl w realiach starożytnych, który powstał w całej dotychczasowej historii kina”. Ben Sachs z „Chicago Readera” stwierdził, iż „reżyser Jerzy Kawalerowicz zdumiewająco wykorzystuje kolor i panoramiczny ekran, urzekając prostotą kadru jałowego pustynnego krajobrazu, a także wysmakowaną, modernistyczną wrażliwością w niewyobrażalnych, surowych ujęciach architektury i tłumów”. Zdaniem Glenna Kenny’ego film Kawalerowicza jest „pełen detali i akcji, które sprawiają, że jest całkowicie przekonujący”. Również na 19. MFF w Cannes, choć Faraon nie zdobył żadnej nagrody, był doceniany za „inteligentny scenariusz oraz mądrą reżyserię”.

### Nagrody i festiwale
W plebiscycie pisma „Film” Faraon otrzymał Złotą Kaczkę dla najlepszego filmu za rok 1967. Został też nominowany do Oscara dla najlepszego filmu nieanglojęzycznego, przegrał jednak ścisłą rywalizację z melodramatem Claude’a Leloucha Kobieta i mężczyzna (1966). Amerykański reżyser Martin Scorsese uznał Faraona za jedno z arcydzieł polskiej kinematografii i w 2014 roku wytypował go do prezentacji w Stanach Zjednoczonych oraz Kanadzie w ramach festiwalu polskich filmów Martin Scorsese Presents: Masterpieces of Polish Cinema.

## Znaczenie
Jak pisał po latach Jan Rek, Faraon po transformacji politycznej roku 1989 był odczytywany jako głos w sprawie konfliktu Kościoła katolickiego z władzą komunistyczną na tle orędzia biskupów polskich do biskupów niemieckich z listopada 1965 roku. Zdaniem Reka film Kawalerowicza i Konwickiego wpisywał się w ciąg wydarzeń kulturalnych takich jak spektakle Jacka Woszczerowicza, Leona Kruczkowskiego oraz Erwina Axera poświęcone władzy. Jednocześnie ukazywał „atrofię systemu państwowego w stanie wycieńczenia”, będąc przypowieścią „o triumfie systemu, który czyste trwanie w rytualnych gestach uczynił sensem swego istnienia i podąża w stronę samozagłady”. Joanna Piątek w Leksykonie polskich filmów fabularnych zwróciła uwagę, iż Faraon był „polską superprodukcją eksportową i jednym z największych sukcesów komercyjnych polskiego kina” . Recenzent portalu MUBI David Cairns pisał o Faraonie, iż „przedstawione [w nim] argumenty polityczne nadal wydają się dość rozsądne: nie ufaj kapłanom, politykom, a zwłaszcza kapłanom politycznym”. Filip Jalowski dla portalu Film.org.pl pisał: „Szalenie inteligentny scenariusz, spotęgowany przez niezwykłość strony wizualnej, sprawił, że Faraon po dziś dzień pozostaje jedną z najlepszych polskich superprodukcji” .